# Artjom Romanowitsch Suchanow
Artjom Romanowitsch Suchanow (russisch Артём Романович Суханов; * 29. Mai 2001 in Wologda) ist ein russischer Fußballspieler.

## Karriere
Suchanow begann seine Karriere bei Lokomotive Moskau. Im Februar 2020 wechselte er in die Jugend von Arsenal Tula. Im Juli 2021 stand er erstmals im Profikader Arsenals. Zunächst debütierte er im August 2021 aber für die Reserve in der drittklassigen Perwenstwo PFL. Im selben Monat folgte dann gegen den FK Krasnodar auch sein Debüt für die Profis in der Premjer-Liga. In der Saison 2021/22 kam er insgesamt zu acht Einsätzen im Oberhaus, aus dem er mit Arsenal allerdings abstieg.